# Ipsapiron
Ipsapiron je selektivni parcijalni agonist  receptor iz piperazinske i azapironske hemijske klase. On ima antidepresivno i anksiolitičko dejstvo.